# چموره، منطقه مسکونی
چموره  یک روستا در الجزایر است که در ناحیه جامعه واقع شده‌است. چموره ۵۱ متر بالاتر از سطح دریا واقع شده‌است.